# Face of Mankind
Face of Mankind (FoM) — компьютерная игра, MMOFPS (англ. Massively multiplayer online first-person shooter — массовый многопользовательский шутер от первого лица).
Игровые сервера были закрыты в конце 2015 года.

## Сюжет
В конце XXV века ресурсы на Земле истощились и постоянные войны, голод и болезни заставили людей переселятся с Земли на другие планеты ради получения новых ресурсов. Люди основали 13 различных колоний, включая такие Земные города, как Нью-Йорк, Токио, Берлин, Париж и т. д. Но в отличие от своих современных Земных аналогов колонии представляют собой огромное количество коридоров, дверей, лестниц и терминалов. Однако крупные корпорации и преступные группировки тоже прибыли в данные колонии, чтобы обогатиться за счет новых ресурсов. И войны постепенно начались там.
В самом начале игры вам предстоит выбрать одежду, внешний вид, пол и фракцию вашего персонажа. В игре существует 8 фракций к одной из которых вам можно будет примкнуть:
1. Law Enforcement Department (Департамент по защите закона). Эта фракция представляет собой правоохранительные органы и занимается поддержанием порядка в колониях Нью-Йорк, Токио. Члены этой фракции обязаны разрешать небольшие конфликты между членами из других фракций. Полиция разрешает большинство конфликтов дипломатически, но если их невозможно решить этим путём, то полицейские используют парализующее оружие, после которого можно арестовать нарушителей.
2. Freedom Defense Corps (Корпус защитников свободы). Эта фракция представляет собой хорошо вооружённую и натренированную армию, которая приходит на помощь полиции, если она не может справиться с ситуацией. FDC и LED тесно сотрудничают и находятся на связи. Армия не участвует в развлекательных войнах, а приходит только, если проблема серьёзна. А также члены этой фракции охраняют важные стратегические объекты, такие как Зал Сената.
3. Brotherhood of Shadows (Братство теней). Эта фракция представляет собой преступную группировку, которая снабжает членов других фракций наркотическими препаратами. Эти препараты дают бонусы в бою, повышая силу, скорость, выносливость, защиту и т. д. Данные препараты незаконны и полиция арестовывает тех, кто их продает или просто обладает ими. Также члены этой фракции занимаются устранением людей, которые препятствуют распространению наркотиков.
4. Mercenaries of the Blood (Кровавые наёмники). Эта фракция занимается убийством за плату. В основном её члены являются одиночками или состоят в небольших группах, занимающихся убийством за деньги. На них не лежит никакая ответственность перед фракцией, и дисциплина существует только внутри группы, хотя зачастую и там её нет.
5. Guardians of Mankind (Хранители человечества). Эта миролюбивая фракция занимается производством медикаментов и лечащих приспособлений. Её члены не любят любое проявление агрессии и стараются не вступать ни с кем ни в какие конфликты. Они дают приют и защиту всем, кто в этом нуждается на их собственной колонии.
6. Colonization and Mining Guild (Колонизаторская и шахтёрская гильдия). Эта фракция занимается добычей сырья в промышленных масштабах, а затем его продажей. Её члены не любят воевать, но если необходимо отбить колонию богатую ресурсами, они могут вооружится и сделать это.
7. Eurocore (Компания Eurocore). Эта фракция занимается производством оружия, брони и прочих вещей из сырья. EC и CMG — главные конкуренты, которые очень не любят друг друга, хотя вначале были единой фракцией. Её члены часто воюют с конкурентами и также отбивают нужные колонии.
8. Vortex Inc. (Компания Vortex Inc). Эта фракция занимается транспортировкой добытых ресурсов, так как ей это обходится намного дешевле, чем другим фракциям. Также она имеет немного своих разработок и мощную службу охраны и пытается занять место на рынке с EC и CMG.

В большинстве фракций существуют отделы со своей узкой специализацией. Например в LED существует отдел для охраны тюрьмы, отдел для обеспечения безопасности в Нью-Йорке и Токио, отдел по надзору за действиями сотрудников полиции и т. д.
В начале ваш персонаж появляется в месте для клонирования. У каждого игрока в FoM существует свой собственный банк клонов. После каждой смерти используется один клон. Когда клоны в хранилище закончатся, игрок потеряет своего персонажа, и ему придётся создать нового. Чтобы этого не случилось следует закупать новых клонов по мере их использования. При смерти персонаж теряет все, что находилось у него в рюкзаке. Но все что надето на персонажа сохраняется.
В данной игре нет привычной «прокачки». Её заменили карьерной лестницей. За выполнения заданий фракции её членам начисляются специальные очки опыта (XP), которые позволяют старшим по званию следить за вашими успехами и повышать вас в звании. Также за выполнение этих заданий начисляются кредиты (FC), которые по окончании дня превращаются в зарплату (UC). Чем выше звание, тем больше полномочий получает игрок. В начале игрок может помогать в делах фракции старшим товарищам, затем заниматься ими самому, после этого вступать в департаменты или группы или создавать их, а на очень высоких званиях влиять на политику фракции.
Все оружие имеет примерно одинаковый урон, разница лишь свойствах. Одно оружие стреляет очень мощно, но медленно, второе слабо, но быстро, третье парализует, а четвёртое способно пробивать силовые щиты. А броня делится на два типа, энергетическая и баллистическая. Одна лучше выдерживает попадания из энергетического оружия, а другая соответственно из баллистического.
Также в тело можно поместить имплантаты. Они создают силовые щиты, сканируют, освещают путь, позволяют видеть в темноте, восстанавливают здоровье и т. д. Имплантаты потребляют биоэнергию, которую надо время от времени пополнять, иначе игрок не сможет воспользоваться ими.
Также среди новых технологий существуют хакерские отмычки, для отключения силовых полей, которыми фракции ограничивают доступ на свои территории. Чтобы бороться с опытными хакерами фракциям приходится устанавливать файерволы и электронные ловушки. Эта система защиты может не только заблокировать доступ, а сломать хакерский инструмент или ударить нарушителя током.
В FoM за различные противозаконные действия начисляются очки нарушения, например, за стрельбу по другим игрокам, продажу наркотиков или владение ими и т. д. И когда их набирается достаточно полиция может арестовать нарушителя и отправить его в тюрьму. Тюрьма-это колония под названием DeMorgansCastle. Способов выйти оттуда несколько. Если у вас есть друг в отделении для охраны тюрьмы, и он в данный момент стоит на охране, можно попросить его выпустить вас наружу. Если вы обладаете высоким рангом во фракции, можно попросить их организовать побег, хотя мощная охранная система тюрьмы-довольно серьёзное препятствие для этого. Но лучше всего выполнить тюремные задания, такие как подпрыгнуть 35 раз,20 минут игрового времени походить на корточках, накопать сырья и сделать из него что-нибудь. Если в результате противозаконных действий игроку начислилось огромное количество очков нарушений, то над ним начинает светиться надпись Most Wanted, и за его убийство назначается награда. А если Most Wanted продолжил убивать в таком же количестве, полиция перекрывает ему доступ к банку клонов. В результате чего, уничтожение последнего клона данного игрока автоматически удалит его персонажа.
Но иногда все правила и законы нарушаются, лидеры фракций свергаются, а на колониях начинается гражданская война. Случалось, что полиция становилась коррумпированной и жестокой, армия становилась сборищем мародеров, относительно мирные фракции, такие как GoM, CMG, компании Evrocore и Vortex, начинали бесконечные кровопролитные войны за колонии, невзирая на LED и FDC.
Фракции, которыми командуют умные лидеры процветают, а остальные находятся в упадке. Все фракции выполняют свои роли, взаимодействуют друг с другом и создают экономические отношения, так как у одних фракций есть то, чего нет у других. И вся эта отлаженная система создается и отлаживается игроками. Все в их власти.